# Sojuz 35
Sojuz 35  byla kosmická loď SSSR z roku 1980, která dopravila na sovětskou orbitální stanici Saljut 6 čtvrtou základní posádku. Podle katalogu COSPAR dostala označení 1980-027A a byl to 70. registrovaný let kosmické lodě s lidmi na palubě ze Země. Jejím volacím znakem byl DNĚPR.

## Posádka
Dvoučlennou posádku tvořili tito kosmonauti:
- Leonid Popov, velitel lodě, Ukrajinec, 34 roků, první let
- Valerij Rjumin, palubní inženýr, Rus, 40 roků, třetí let

## Průběh letu

### Start
Loď odstartovala 9. dubna 1980 po poledni z kosmodromu Bajkonur s pomocí rakety Sojuz U. Start se vydařil, loď se dostala na orbitu 197 – 247 km, bez problémů fungoval i zapnutý systém automatického přibližování. K pevnému připojení na přední spojovací uzel stanice došlo 10. dubna 1980 a tentýž den oba kosmonauti přešli do Saljutu 6. V době jejich příletu měla za sebou stanice 2,5 roku existence na oběžné dráze Země. Po odletu předchozí stálé posádky (v níž byl Rjumin také) byla 7 měsíců prázdná, dva týdny před nimi se k ní automaticky připojila zásobovací loď Progress 8.

### Práce na stanici
Oba kosmonauti stanici postupně uvedli do pracovního režimu a zároveň vypnuli část provozních systémů své lodě, se kterou přiletěli. Zahájili obvyklý pracovní den od 6 do 21 hodin. Nejdříve začali s překládkou nákladu s Progressu 8. Pak využili její motory k zvýšení dráhy celého komplexu (stanice plus dvě lodě) na 340 – 368 km s periodou 91 minut. Vyprázdněný Progress byl poté 25. dubna odeslán do atmosféry, kde zanikl. Již čtyři dny poté se ke stanici připojila další nákladní loď, Progress 9 s potřebným nákladem. O necelý měsíc později byla i ona využita pro opětné navýšení dráhy na 349 – 369 km nad Zemí. Vlivem tření o atmosféru Země totiž lodě klesaly zhruba 100 metrů za den. Progress 8 se odpojil 20. května 1980 a také on skončil v atmosféře nad Pacifikem. Vyjma prací spojených s manipulací nákladů se posádka věnovala plánovaným vědeckým experimentům a údržbě stanice.

### Sojuz 35 se vrací
Ke stanici se v době pobytu stálé posádky připojily čtyři krátkodobé návštěvy a hned ta první se v Sojuzu 35 vrátila na Zem. Jednalo se o dvojici kosmonautů Valerij Kubasov a Maďar Bertalan Farkas, kteří na stanici byli v období 27. května až 3. června. Svou loď ponechali u stanice a se Sojuzem 35, který byl u stanice zaparkován již dva měsíce, odletěli zpět na Zem. Kabina Sojuzu 35 s nimi přistála měkce 3. června 1980 na území Kazachstánu. Jejich loď Sojuz 36 zůstala zaparkována 2 měsíce u stanice.

### Další návštěvy
- Dne 5. června 1980 Sojuz T-2, kosmonauti Jurij Malyšev, Vladimir Aksjonov, odlet 9. června 1980
- Dne 1. července 1980 Progress 10 – nákladní loď, odpojila se 17. července 1980, když předtím posloužila ke zvýšení dráhy
- Dne 24. července 1980 Sojuz 37, kosmonauti Viktor Gorbatko a Vietnamec Pham Tuan, odlet v Sojuzu 36 dne 31. července 1980.
- Dne 19. září 1980 Sojuz 38 se sedmou mezinárodní posádkou z programu Interkosmos ve složení Jurij Romaněnko a Kubánec Arnaldo Tamayo Mendez. Ve své lodi se 26. září vrátili na Zem.
- Dne 30. září 1980 se připojil zásobovací Progress 11. Dne 11. prosince po odpojení od stanice zaniká v atmosféře.

### Konec rekordního letu
Posádka Popov, Rjumin svou misi ukončila 8. listopadu 1980 a dva dny poté 10. listopadu v lodi Sojuz 37 přistáli na území Kazachstánu. Jejich rekordně dlouhý let trval 4436 hodin, tedy 6 měsíců. Vykonali obrovské množství experimentů sami či s pomocí návštěv. Po jejich odletu stanice Saljut 6 zůstala na oběžné dráze.

## Zajímavosti
Rjumin již v době, kdy letěl na tuto misi, byl světovým rekordmanem v délce letu vesmírem. Po tomto letu své vedení upevnil s 8685 hodinami, když druhý v pořadí Rus Vladimir Kovaljonok měl na svém kontě 5194 hodin a první z Američanů byl Gerald Carr jen 2017 hodin pobytu na oběžné dráze.
Tento let následoval po pětileté sérii pouze sovětských misí, Američané od roku 1975 do vesmíru s lidmi nelétali. Závod o Měsíc již dříve vyhráli a v tomto období se připravovali na starty svých raketoplánů.

## Konstrukce Sojuzu 35
Udaná startovací hmotnost byla 6800 kg vč. 200 kg paliva pro manévrování a brzdění. Loď se obdobně jako ostatní lodě Sojuz skládala ze tří částí, kulovité orbitální sekce, návratové kabiny a sekce přístrojové. Měla namontováno spojovací zařízení a padákový systém..